# Équipe d'Afrique du Sud de rugby à XV au tri-nations 2006
L'équipe d'Afrique du Sud dispute le Tri-nations 2006, terminant à la troisième et dernière place, avec deux victoires en six matchs. Ils terminent derrière la Nouvelle-Zélande (cinq victoires) et l'Australie (2 victoires également).
Au total, 34 joueurs différents sont utilisés par le staff australien, dirigé par Jake White, lors de la compétition. Le demi de mêlée Fourie du Preez et le centre Jaque Fourie terminent co-meilleurs marqueurs du tournoi avec trois essais, à égalité avec l'australien Lote Tuqiri.

## Rencontres

### 2ejournée
| 15 juillet 2006 | Australie | 49 - 0 (30 - 0) | Afrique du Sud                        | Suncorp Stadium, Brisbane Arbitre : Paul Honiss |
| 15 juillet 2006 | Essai(s) : 6 Paul (16e), Holmes (26e), Giteau (37e, 67e), Latham (59e), Chisholm (76e) Transformation(s) : 5 Mortlock (17e, 26e, 37e, 59e, 76e) Pénalité(s) : 2 Mortlock (22e, 31e) Drop(s) : 1 Larkham (7e) | Rapport         | Carton(s) jaune(s) : 1 Matfield (31e) | Suncorp Stadium, Brisbane Arbitre : Paul Honiss |
| 15 juillet 2006 | | Rapport         |                                       | Suncorp Stadium, Brisbane Arbitre : Paul Honiss |

### 3ejournée
| 22 juillet 2006 | Nouvelle-Zélande | 35 - 17 (19 - 7) | Afrique du Sud | Westpac Stadium, Wellington Arbitre : Joël Jutge |
| 22 juillet 2006 | Essai(s) : 2 Weepu (40e), McCaw (76e) Transformation(s) : 2 Carter (40e, 77e) Pénalité(s) : 7 Carter (6e, 20e, 25e, 32e, 43e, 51e, 74e) | Rapport          | Essai(s) : 2 Du Preez (1re), Paulse (61e) Transformation(s) : 2 Montgomery (2e, 62e) Pénalité(s) : 1 Montgomery (70e) | Westpac Stadium, Wellington Arbitre : Joël Jutge |
| 22 juillet 2006 | | Rapport          | | Westpac Stadium, Wellington Arbitre : Joël Jutge |

### 5ejournée
| 5 août 2006 | Australie | 20 - 18 (10 - 0) | Afrique du Sud                                                                                                 | Telstra Stadium, Sydney Arbitre : Joël Jutge |
| 5 août 2006 | Essai(s) : 2 Gerrard (32e), Rogers (75e) Transformation(s) : 2 Mortlock (32e, 76e) Pénalité(s) : 2 Mortlock (11e, 64e) | Rapport          | Essai(s) : 2 Fourie (55e), Montgomery (68e) Transformation(s) : 1 James (56e) Pénalité(s) : 2 James (46e, 49e) | Telstra Stadium, Sydney Arbitre : Joël Jutge |
| 5 août 2006 | | Rapport          | | Telstra Stadium, Sydney Arbitre : Joël Jutge |

### 7ejournée
| 26 août 2006 | Afrique du Sud | 26 - 45 (11 - 16) | Nouvelle-Zélande | Loftus Versfeld Stadium, Pretoria Arbitre : Alan Lewis |
| 26 août 2006 | Essai(s) : 3 Du Preez (10e), Fourie (63e, 70e) Transformation(s) : 1 Pretorius (70e) Pénalité(s) : 3 Montgomery (2e, 50e), James (4e) | Rapport           | Essai(s) : 5 Tialata (33e), McAlister (45e), Sivivatu (56e), Muliaina (57e), Gear (76e) Transformation(s) : 2 Carter (63e, 69e) Pénalité(s) : 4 Carter (34e, 46e, 46e, 59e, 76e) | Loftus Versfeld Stadium, Pretoria Arbitre : Alan Lewis |
| 26 août 2006 | | Rapport           | | Loftus Versfeld Stadium, Pretoria Arbitre : Alan Lewis |

### 8ejournée
| 2 septembre 2006 | Afrique du Sud | 21 - 20 (11 - 13) | Nouvelle-Zélande | Stade Royal Bafokeng, Rustenburg Arbitre : Chris White |
| 2 septembre 2006 | Essai(s) : 2 Habana (22e), Wannenburg (56e) Transformation(s) : 3 Pretorius (23e) Pénalité(s) : 3 Pretorius (8e, 17e, 79e) | Rapport           | Essai(s) : 2 Carter (20e), Rokocoko (66e) Transformation(s) : 2 Carter (20e, 66e) Pénalité(s) : 2 Carter (10e, 40e) | Stade Royal Bafokeng, Rustenburg Arbitre : Chris White |
| 2 septembre 2006 | | Rapport           | | Stade Royal Bafokeng, Rustenburg Arbitre : Chris White |

### 9ejournée
| 9 septembre 2006 | Afrique du Sud | 24 - 16 (3 - 3) | Australie                                                                                                | Ellis Park Stadium, Johannesbourg Arbitre : Steve Walsh |
| 9 septembre 2006 | Essai(s) : 2 Du Preez (56e), Paulse (73e) Transformation(s) : 1 Pretorius (57e) Pénalité(s) : 3 Pretorius (38e, 42e, 48e) Drop(s) : 1 Pretorius (54e) | Rapport         | Essai(s) : 1 Larkham (45e) Transformation(s) : 1 Mortlock (46e) Pénalité(s) : 3 Mortlock (18e, 60e, 63e) | Ellis Park Stadium, Johannesbourg Arbitre : Steve Walsh |
| 9 septembre 2006 | | Rapport         | | Ellis Park Stadium, Johannesbourg Arbitre : Steve Walsh |

## Classement
| Rang | Nation               | J | V | N | D | Bo | Bd | Pm  | Pe  | Diff | Pts |
| ---- | -------------------- | - | - | - | - | -- | -- | --- | --- | ---- | --- |
| 1    | Nouvelle-Zélande (T) | 6 | 5 | 0 | 1 | 2  | 1  | 179 | 112 | +67  | 23  |
| 2    | Australie            | 6 | 2 | 0 | 4 | 1  | 2  | 133 | 121 | +12  | 11  |
| 3    | Afrique du Sud       | 6 | 2 | 0 | 4 | 0  | 1  | 106 | 185 | -79  | 9   |

|  | Vainqueur de la compétition |
|  | T : tenant du titre 2005    |

## Effectif
Le 30 juin 2006, Jake White annonce un groupe de 28 joueurs retenu pour la compétition. Rapidement, Johann Muller est ajouté à l'effectif en remplacement de Bakkies Botha blessé. Le 17 juillet, le demi d'ouverture Butch James est appelé en renfort, et remplace numériquement l'avant Danie Rossouw blessé.
Le 8 août 2006, pour la seconde partie de la compétition, Jake White ajoute BJ Botha, Ruan Pienaar et Andre Pretorius, tandis que Danie Coetzee, Jaco van der Westhuyzen, Meyer Bosman, Breyton Paulse et Brent Russell quittent le groupe.
Le 25 août 2006, Pedrie Wannenburg est appelé à la place de Joe van Niekerk, blessé aux cervicales. Quelques jours plus tard, AJ Venter également ajouté au groupe sud-africain.
| Entraîneur | Entraîneur             | Jake White                                                                        |
| Avants     | Pilier                 | Eddie Andrews, BJ Botha, Os du Randt, Lawrence Sephaka, CJ van der Linde          |
| Avants     | Talonneur              | Danie Coetzee, Chiliboy Ralepelle, John Smit                                      |
| Avants     | Deuxième ligne         | Bakkies Botha, Victor Matfield, Johann Muller, Danie Rossouw, Albert van den Berg |
| Avants     | Troisième ligne aile   | Juan Smith, Pierre Spies, Solly Tyibilika, Joe van Niekerk, AJ Venter             |
| Avants     | Troisième ligne centre | Jacques Cronjé, Pedrie Wannenburg                                                 |
| Arrières   | Demi de mêlée          | Fourie du Preez, Enrico Januarie, Ruan Pienaar                                    |
| Arrières   | Demi d'ouverture       | Meyer Bosman, Butch James, Andre Pretorius, Jaco van der Westhuyzen               |
| Arrières   | Centre                 | Jean de Villiers, Jaque Fourie, Wynand Olivier                                    |
| Arrières   | Ailier                 | Bryan Habana, Akona Ndungane, Breyton Paulse, JP Pietersen                        |
| Arrières   | Arrière                | Percy Montgomery, Brent Russell                                                   |

Les 34 joueurs en gras ont participé à au moins un match de la compétition.